# Maria Hillegonda de Jong
Maria Hillegonda de Jong  (Bindjei, Sumatra, 19 mei 1911 – Den Haag, 30 maart 2010), bekend onder het pseudoniem Maria Loriot, was een Nederlandse opera- en operettezangeres die in de periode 1928-1950 actief was.

## Biografie
De Jongs ouders waren de arts Klaas de Jong en Bernadina Calkoen. Nadat het gezin in 1923 was teruggekeerd uit Nederlands-Indië, kwam Pien, zoals haar roepnaam was, voor haar verdere scholing op de kostschool La Bourdonnière in Lausanne in Zwitserland terecht, waar haar stem opviel. Rond 1928 kwam zij uit Zwitserland terug en nam zij zangles bij Willem Brederode. Ook studeerde zij in Berlijn. Na een periode van zangstudie en recitals kwam zij in dienst bij de Bouwmeester Revue. Daar kreeg zij de artiestennaam Maria Loriot (wielewaal). Ook gaf zij huisrecitals. Totdat zij begin jaren vijftig na een zware operatie haar carrière moest afbreken, studeerde ze nog verder bij Sietske Bolte. Zij was vanaf 1953 gehuwd met Johan Hendrik (John) Born.
Tot haar repertoire behoorden onder meer De Parelvissers (Bizet), Faust (Gounod), Thaïs (Massenet), Elias (Mendelssohn), Judas Maccabaeus (Händel) en diverse andere oratoria.